# Karl Juljewitsch Dawidow

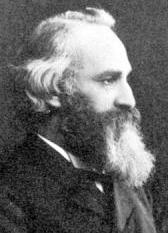
Karl Juljewitsch Dawidow

Karl Juljewitsch Dawidow (russisch Карл Юльевич Давидов, auch Carl Davidoff; * 3. Märzjul. / 15. März 1838greg. in Goldingen, Kurland; † 14. Februarjul. / 26. Februar 1889greg. in Moskau) war ein russischer Komponist, Dirigent, Cellist und Musikpädagoge.

## Leben
Dawidow wurde in der damals russischen Provinz Kurland geboren. Seine Studien führten ihn nach Moskau zu Heinrich Schmidt und zu Karl Schuberth in Petersburg, wo er das Studienfach Cello belegte; später ging er an das Leipziger Konservatorium, an dem er seine Ausbildung bei Friedrich Grützmacher 1859 abschloss. Von 1860 bis 1862 war Dawidow sein Nachfolger als Solovioloncellist am Leipziger Gewandhaus und auch als Cellolehrer am Konservatorium, bis er Anfang der 1860er-Jahre nach Russland zurückkehrte.
In den Jahren 1862 bis 1882 hatte er die Stellung des Solocellisten an den Kaiserlichen Theatern in St. Petersburg inne und übernahm eine Professur am Sankt Petersburger Konservatorium. In der Zeit von 1876 bis zu seinem Ruhestand im Jahre 1887 war er als Direktor dieses Konservatoriums tätig. In den Augen seiner Zeitgenossen wurde er vor allem als Cellist und Direktor des Konservatoriums geschätzt, Tschaikowsky nannte ihn den „Zaren unter den Cellisten“ und widmete ihm auch sein „Capriccio Italien“, op. 45. Dawidows eigene Werke waren weniger verbreitet.
Sein kompositorisches Schaffen umfasst Instrumentalkonzerte vor allem für Cello, Balladen, Lieder, aber auch Werke für Streicher und Klavier. Dawidow begann auch eine Oper zu komponieren, wohl aufgrund Zeitmangels hinterließ er sie unvollendet. Das Libretto übergab er Tschaikowsky, der es für seine Oper „Mazeppa“ verwendete. Darüber hinaus verfasste er eine Violoncello-Schule. Zu seinen bekanntesten Werken gehörte das Salonstück „Am Springbrunnen“.
Nach Dawidow wurde ein Violoncello von Stradivari benannt.

## Rezeption, Diskografie
Die Cellokonzerte sind von großer Virtuosität; wohl deshalb wurden sie früher selten aufgeführt.
1995 spielte die Cellistein Marina Tarasova die Cellokonzerte 1 und 2 ein (Label Alto). 1997 spielte der Cellist Wen-Sinn Yang Dawidows Cellokonzerte 1 und 2 ein (Label La Vergne Classics). 2007 veröffentlichte das auf Klassik-Ersteinspielungen spezialisierte Klassiklabel cpo diese Aufnahme.
2009 wurden auch die Cellokonzerte 3 und 4 ersteingespielt (Wen-Sinn Yang, Shanghai Symphony Orchestra / Terje Mikkelsen). Zuvor hatte man nach langem Suchen die Noten dieser Werke gefunden. Diese beiden CDs haben Dawidow im deutschsprachigen Raum etwas bekannter gemacht.

## Werke

### Kompositionen
- Violoncellokonzert Nr.1 h-Moll, op. 5 (1859)
- Fantasie über russische Volkslieder für Violoncello und Orchester, op. 7
- Allegro de Concert a-Moll für Violoncello und Orchester, op. 11 (1860)
- Violoncellokonzert Nr.2 a-Moll. op. 14 (1863)
- Violoncellokonzert Nr.3 D-Dur, op. 18 (1868)
- „Die Gaben des Terek“, sinfonische Dichtung, op. 21
- Ballade g-Moll für Violoncello und Orchester, op. 25 (1875)
- Violoncellokonzert Nr.4 e-Moll, op. 31 (1878)
- Orchestersuite, op. 37
- Streichsextett, op. 35
- Streichquartett, op 38
- Klavierquintett, op. 40
- „Am Springbrunnen“ für Violoncello und Klavier, op. 20/2

und zahlreiche andere Solo- und Salonstücke für Violoncello, sowie
- „Poltawa“, Oper nach Puschkin (begonnen 1876, unvollendet)

### Schriften
- Schule des Violoncellspiels. Leipzig 1888, Moskau 1947